# Scholten
Scholten ist ein deutscher und niederländischer Personenname.

## Namensträger
- Arnold Scholten (* 1962), niederländischer Fußballspieler und -trainer
- Astrid Platzmann-Scholten (* 1959), deutsche Politikerin (Bündnis 90/Die Grünen)
- Bouke Scholten (* 1981), niederländischer Sänger
- Carel Scholten (1925–2009), niederländischer Computerpionier
- Carmen Leicht-Scholten (* 1961), deutsche Politikwissenschaftlerin
- Casimir Wilhelm von Scholten (1752–1810), dänischer Generalmajor und Gouverneur in Dänisch-Westindien
- Clemens Scholten (* 1955), deutscher katholischer Theologe
- Daniel Scholten (* 1973), deutsch-isländischer Autor und Sprachwissenschaftler
- Elsa Scholten (1902–1981), deutsche Schauspielerin
- Frank Scholten (1881–1942), niederländischer Fotograf und Autor
- Gabe Scholten (1921–1997), niederländischer Sprinter
- Gijs Scholten van Aschat (* 1959), niederländischer Schauspieler
- Gerhard Scholten (1923–1995), österreichischer Autor
- Hans Scholten (Naturschützer) (1935–2019), deutscher Naturschützer
- Hans Scholten (Sozialpädagoge) (* 1950), deutscher Diplom-Sozialpädagoge und Hochschullehrer
- Heinrich Cornelius Scholten (1814–1852), Mitglied der Frankfurter Nationalversammlung
- Heinz Scholten (1894–1967), deutscher Landschaftsmaler
- Heldemara Scholten (1905–1943), deutsche römisch-katholische Ordensfrau, Missionsschwester und Märtyrin
- Helga Scholten (* 1963), deutsche Althistorikerin
- Hendrik Jacobus Scholten (1824–1907), niederländischer Maler
- Hermannus Scholten (1726–1783), niederländischer reformierter Theologe
- Hillary Scholten (* 1982), US-amerikanische Politikerin
- Iris Scholten (* 1999), niederländische Volleyballspielerin
- Jeffrey Scholten (* 1977), kanadischer Shorttracker
- Jobst Scholten (1644–1721), dänischer Festungsbauingenieur, Heerführer und Generalgouverneur von Vorpommern
- Johann Andreas Anton von Scholten (1723–1791), königlich preußischer Generalmajor
- Johannes Henricus Scholten (1811–1885), niederländischer reformierter Theologe
- Karin Scholten (* 1952), deutsche Grafikdesignerin und Schriftstellerin
- Karl von Scholten (1861–1935), deutscher Kunstmaler
- M. M. Binder-Scholten (1933–2019), deutsch-rumänischer Schriftsteller
- Martin Scholten (* 1967), deutscher Maler
- Marzio Scholten (* 1982), niederländischer Jazzgitarrist
- Max Hermann von Scholten (1844–1914), preußischer Generalleutnant
- Michael Scholten (* 1971), deutscher Schriftsteller und Journalist
- Peter von Scholten (1784–1854), dänischer Generalmajor und Generalgouverneur von Dänisch-Westindien
- Reinout Scholten van Aschat (* 1989), niederländischer Schauspieler
- Robert Scholten (1831–1910), deutscher Historiker
- Roland Scholten (* 1965), niederländischer Dartspieler
- Rudolf Scholten (* 1955), österreichischer Manager und Minister
- Teddy Scholten (1926–2010), niederländische Sängerin
- Theo Scholten (Architekt) († 1981), deutscher Architekt
- Theo Scholten (Mediziner), deutscher Mediziner und Hochschullehrer
- Théo Scholten (Fußballspieler) (* 1963), luxemburgischer Fußballspieler
- Thomas Scholten (* 1960), deutscher Bodenwissenschaftler und Physischer Geograf
- Ulrich Scholten (* 1957), deutscher Kommunalpolitiker (SPD), Oberbürgermeister der Stadt Mülheim an der Ruhr
- Wilhelm von Scholten (1797–1868), preußischer Generalleutnant
- Willem Scholten (1927–2005), niederländischer Politiker
- Ynso Scholten (1918–1984), niederländischer Politiker und Jurist